# Balletto italiano

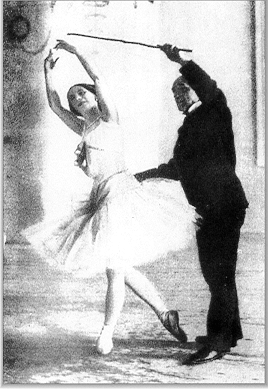
La ballerina russa Anna Pavlova mentre impara il metodo Cecchetti dal famoso insegnante di danza classica Enrico Cecchetti.

Il balletto italiano è il metodo di addestramento e le qualità estetiche viste nel balletto classico in Italia. Il balletto ha una lunga storia in Italia ed è opinione diffusa che il più antico predecessore del balletto moderno abbia avuto origine nelle corti italiane del Rinascimento. Per insegnare il balletto italiano oggi sono utilizzati due sistemi di formazione predominanti: il Metodo Cecchetti, ideato da Enrico Cecchetti e quello della Scuola di Ballo del Teatro alla Scala.

## Storia (origini delballoo balletto)
Il balletto ebbe inizio durante il Rinascimento italiano come il prodotto degli spettacoli sfarzosi delle corti signorili e principesche, dove i matrimoni aristocratici prevedevano celebrazioni sontuose. Musicisti e ballerini di corte collaboravano per fornire un intrattenimento elaborato per questi spettacoli. Il balletto fu ulteriormente modellato sul ballet de cour francese, che consisteva in danze sociali eseguite dalla nobiltà insieme con musica, versi poetici e canti. Caterina de' Medici, del celebre casato fiorentino, era molto interessata alle arti. Avendo sposato il re francese Enrico II, portò il suo entusiasmo per la danza in Francia chiamando a corte i migliori musicisti e maestri di danza dall'Italia. Caterina fece allestire diversi balletti, che perlopiù sostenevano gli scopi della politica di corte e solitamente erano organizzati attorno a temi mitologici.
I balletti rinascimentali erano ben lontani dalla forma di intrattenimento teatrale conosciuto dal pubblico di oggi. Tutù, scarpette da ballo e la danza en pointe non erano ancora nati. Le coreografie erano composte dai passi delle danze di corte e i ballerini erano vestiti secondo la moda dell'epoca. Per le donne ciò significava abiti formali che coprivano le gambe fino alla caviglia. I cortigiani erano sia ballerini che spettatori e nel corso delle danze intercalavano le due funzioni.
Domenico da Piacenza fu uno dei primi maestri di danza. Insieme ai suoi discepoli Antonio Cornazzano e Guglielmo Ebreo, fu responsabile dell'insegnamento ai nobili dell'"arte del danzare". Domenico lasciò una sola opera manoscritta, De arte saltandi et choreas ducendi (L'arte di ballare e dirigere le danze), alla quale seguì quella di Guglielmo De pratica seu arte tripudii vulgare opusculum (Opuscolo in volgare sulla pratica o arte del danzare) e quella di Cornazzano Il libro dell'arte del danzare.
Il primo balletto che può essere considerato come tale fu il Ballet Comique de la Reine (1581), creato da Baldassarre Baltazarini da Belgiooso, naturalizzato francese come Balthasar de Beaujoyeulx. Nello stesso anno la pubblicazione di Il Ballarino di Fabritio Caroso, un manuale tecnico sul ballo di corte, sia di spettacolo che per divertimento, contribuì a stabilire l'Italia come il centro dello sviluppo del balletto.
In un primo momento i balletti venivano intercalati nel mezzo di un'opera teatrale per consentire al pubblico un momento di sollievo dall'intensità drammatica. Verso la metà del diciassettesimo secolo i balletti italiani nella loro interezza venivano anche eseguiti tra gli atti di un'opera lirica. Col passare del tempo i balletti italiani divennero la parte più amata e importante della vita teatrale: le compagnie di balletto nei principali teatri d'Italia impiegavano in media da quattro a dodici ballerini; nel 1815 molte compagnie impiegarono da ottanta a cento ballerini.

## Compagnie e scuole importanti
- Corpo di Ballo del Teatro alla Scala
- Scuola di Ballo del Teatro alla Scala

## Ballerini italiani degni di nota
- Roberto Bolle
- Alessio Carbone
- Enrico Cecchetti
- Fanny Cerrito
- Oriella Dorella
- Alessandra Ferri
- Carla Fracci
- Mara Galeazzi
- Carlotta Grisi
- Massimo Murru
- Luciana Savignano
- Marie Taglioni
- Federico Bonelli